# Kong Dan
Kong Dan (Simplified Chinese: 孔丹), född 1947 i Beijing, Kina är en kinesisk entreprenör och ekonom. Han är chef vid det statliga kinesiska investmentkonglomeratet CITIC Group, vilken grundades av Rong Yiren och med godkännande av Deng Xiaoping 1979.